# 다루몐
다루몐(중국어 간체자: 打卤面, 정체자: 打滷麵, 병음: dǎlǔmiàn, 한자음: 타로면)은 중국 북부의 징진지(베이징-톈진-허베이) 지역에서 즐겨먹는 국수 요리이다. 산둥 지역의 다루몐은 한국식 중국 우동의 기원이 되는 음식이기도 하다. 황화채(키트리나원추리), 목이 등을 넣어 만든다.

## 같이 보기
- 우동 (한국식 중국 요리)